# Pawieł Płatonau
Pawieł Płatonau (biał. Павел Платонаў; ur. 28 września 1983) – białoruski tenisista stołowy, członek białoruskiej kadry narodowej oraz zawodnik belgijskiego klubu P.W Diest. Największe sukcesy zdobywał w grze podwójnej w parze z Władimirem Samsonowem.